# Ophiuche invenustalis
Ophiuche invenustalis är en fjärilsart som beskrevs av Swinhoe 1890. Ophiuche invenustalis ingår i släktet Ophiuche och familjen nattflyn. Inga underarter finns listade i Catalogue of Life.